# The Lumpy Money Project/Object
A The Lumpy Money Project/Object Frank Zappa posztumusz kiadású gyűjteményes, tripla albuma. A jubileumi kiadvány a Mothers We’re Only in It for the Money című albumának, és Zappa ahhoz sok szállal kötődő első szólólemezének, a kamarazenei Lumpy Gravynek (1968) a 40. évfordulójára készült (kisebb csúszás az eredeti lemezek és az ünnepi kiadvány megjelenésében is volt). Az album a hivatalos Zappa diszkográfiában a 85., a jubileumi díszkiadányok közül a The MOFO Project/Object után a második.

## Az eredeti lemezek
A Lumpy Gravy Frank Zappa első saját nevén kiadott lemeze volt, az ABNUCEALS EMUUKHA electric SYMPHONY orchestra & CHORUS hangzatos nevű kamarazenekar közreműködésével. A felvételek a Capitol kiadó részére készültek 1967-ben, Zappát a szerződése viszont a Verve kiadóhoz kötötte, ráadásul ott egy vokális lemezt kellett az asztalra tennie. A Verve a Capitolnál letiltatta az anyagot, és hosszas huzavona után végül megvásárolta tőlük, és Zappa – a vokálisságot igazolandó – dadaista párbeszédekkel szakította meg és teljesen át is szerkesztette a kamarazenei felvételeket, ami így jelent meg 1968-ban.
A We’re Only in It for the Money néhány hónappal korábban jelent meg, és bár a Mothers neve alatt, a koncepciófolytonosság a zenében, a hangulatban is tettenérhető, dacára annak hogy az egyik jellemzően instrumentális, a másik jellemzően vokális album. A kapcsolatra egyértelmű az utalás a borítók kis címkéin is: "Ez lenne a Lumpy Gravy első része?" és: "Ez lenne a We’re Only in It for the Money második része?". A Money lemez a különböző korok és országok kiadásaiban kisebb vágásokon esett át, az albumról pár vulgárisabb kifejezést száműzött a hivatal, a gyűjtők körében a "cenzúrázatlan" változat így érték volt.
A fenti lemezek – az összetartozásuk és viszonylagos rövidségük miatt a CD-korszakban egy hanghordozóra nyomva jelentek meg, ahogy a jelen kiadásban is.

## Lumpy Money
A Lumpy Money a fenti két, mára klasszikusnak mondható albumnak állít emléket, összegyűjtve mindazokat a hangdokumentumokat, amelyek a lemezek kialakulása vagy átalakulásai szempontjából érdekesek lehetnek.

### Első CD – az eredeti monó felvételek
Az első lemez az eredeti változatokat tartalmazza: Zappa eredeti, a Capitol kiadó részére készített monó felvételeit. Ezek váltak a későbbi, "hivatalos" Lumpy Gravy alapanyagává, az itteni, "eredeti" felvételek jellemzően hosszabbak, instrumentálisak, és a darabok címei is teljesen különböznek a későbbi "hivatalos" változattól. Az eredeti Capitol-felvételek kalózfelvételeken terjedtek a gyűjtők között, mostani hivatalos megjelenése (40 év után) igazi szenzációként hatott.
A lemez második fele a We’re Only in It for the Money eredeti, monó mixét tartalmazza, a később cenzúrázott változatok helyett ez az eredeti, a vágatlan (valójában apró, pár szavas vágásokról van szó).

### Második CD – a '84-es mixek
Zappa a nyolcvanas években visszaszerezte az összes korábbi mesterszalagját, és Old Masters néven elkezdte újra kiadni a korai lemezeit – volt viszont olyan mesterszalag, aminek a minőségével (vagy az akkori zenészek játékával?...) nem volt elégedett, ezért az aktuális társaival egyszerűen újrajátszatta ezeket a szólamokat (!!!). Így fordulhat elő, hogy a két klasszikus, hatvanas évekbeli lemezen Arthur Barrow vagy Chad Wackerman játékát hallhatjuk (körülbelül 1984-ből).
Az újrakevert verziók közül a We’re Only in It for the Money és a Cruising With Ruben & The Jets jelent meg ténylegesen is. A Lumpy Money második lemezén ezek a nyolcvanas évekbeli mixek hallhatóak, a Lumpy Gravy esetében helyenként egészen jelentős változtatásokkal – a nyitó "Duodenum" című darabban például Ike Willis éneke hallható, a Money lemez egyik fricskája pedig, hogy a 68-as Flower Punk című szám egy részén az 1979-es My Sharona című dal riffje hallatszik (Knack együttes).

### Harmadik CD – a bónuszlemez
A harmadik CD tartalmazza tipikusan a szokásos bónuszanyagokat: ki nem adott változatok, alternatív hangszerelések, stúdiókísérletek. Az igazi érdekesség az album első, 25 perces How Did That Get In Here? című darabja: egy ezidáig teljesen ismeretlen, kiadatlan stúdió-koncertről van szó, ahol az ABNUCEALS EMUUKHA electric SYMPHONY orchestra Zappa vezényletével barangol az ismerős Zappa-motívumok, az újabb megírt zenék és a szabad improvizációk világában.

## Az album számai

### Disc One
Lumpy Gravy (Primordial) – Frank Zappa a Capitol Stúdióban felvett eredeti monó anyaga, producer Nick Venet.
1. I Sink Trap – 2:45
2. II Gum Joy – 3:44
3. III Up & Down – 1:52
4. IV Local Butcher – 2:36
5. V Gypsy Airs – 1:41
6. VI Hunchy Punchy – 2:06
7. VII Foamy Soaky – 2:34
8. VIII Let’s Eat Out – 1:49
9. IX Teen-Age Grand Finale – 3:30
We’re Only in It for the Money – 1968-as eredeti monó mix, producer: Frank Zappa.
10. Are You Hung Up? – 1:26
11. Who Needs The Peace Corps? – 2:32
12. Concentration Moon – 2:22
13. Mom & Dad – 2:16
14. Telephone Conversation – :49
15. Bow Tie Daddy – :33
16. Harry, You’re A Beast – 1:21
17. What’s The Ugliest Part Of Your Body? – 1:02>
18. Absolutely Free – 3:26
19. Flower Punk – 3:03
20. Hot Poop – :26
21. Nasal Retentive Calliope Music – 2:03
22. Let’s Make The Water Turn Black – 1:58
23. The Idiot Bastard Son – 3:22
24. Lonely Little Girl – 1:10
25. Take Your Clothes Off When You Dance – 1:34
26. What’s The Ugliest Part Of Your Body? (Reprise) – :58
27. Mother People – 2:31
28. The Chrome Plated Megaphone Of Destiny – 6:23

### Disc Two
Lumpy Gravy – 1984 UMRK Remix (sztereó)
1. Lumpy Gravy – Part One – 15:57
2. Lumpy Gravy – Part Two – 17:15
We’re Only In It For The Money. 1984 UMRK Remix (sztereó)
3. Are You Hung Up? – 1:30
4. Who Needs The Peace Corps? – 2:35
5. Concentration Moon – 2:17
6. Mom & Dad – 2:16
7. Telephone Conversation – :49
8. Bow Tie Daddy – :33
9. Harry, You’re A Beast – 1:22
10. What’s The Ugliest Part Of Your Body? – 1:03
11. Absolutely Free – 3:28
12. Flower Punk – 3:04
13. Hot Poop – :29
14. Nasal Retentive Calliope Music – 2:03
15. Let’s Make The Water Turn Black – 1:45
16. The Idiot Bastard Son – 3:17
17. Lonely Little Girl – 1:12
18. Take Your Clothes Off When You Dance – 1:35
19. What’s The Ugliest Part Of Your Body? (Reprise) – :57
20. Mother People – 2:31
21. The Chrome Plated Megaphone Of Destiny – 6:26

### Disc Three
1. How Did That Get In Here? – 25:01
2. Lumpy Gravy "Shuffle" – :30
3. Dense Slight – 1:42
4. Unit 3A, Take 3 – 2:24
5. Unit 2, Take 9 – 1:10
6. Section 8, Take 22 – 2:39
7. "My Favorite Album" – :59
8. Unit 9 – :41
9. N. Double A, AA – :55
10. Theme From Lumpy Gravy – 1:56
11. "What The Fuck’s Wrong With Her?" – 1:07
12. Intelligent Design – 1:11
13. Lonely Little Girl (Original Composition – Take 24) – 3:35
14. "That Problem With Absolutely Free" – :30
15. Absolutely Free (Instrumental) – 3:59
16. Harry, You’re A Beast (Instrumental) – 1:16
17. What’s The Ugliest Part of Your Body? (Reprise/Instrumental) – 2:01
18. Creationism – 1:11
19. Idiot Bastard Snoop – :47
20. The Idiot Bastard Son (Instrumental) – 2:48
21. "What’s Happening Of The Universe" – 1:37
22. "The World Will Be A Far Happier Place" – :21 (Eric Clapton dialogue excerpt)
23. Lonely Little Girl (Instrumental) – 1:26
24. Mom & Dad (Instrumental) – 2:16
25. Who Needs The Peace Corps? (Instrumental) – 2:51
26. "Really Little Voice" – 2:28
27. Take Your Clothes Off When You Dance (Instrumental) – 1:24
28. Lonely Little Girl – The Single – 2:45
29. "In Conclusion" – :25 (Eric Clapton dialogue excerpt)

## A produkciós stáb
- Minden zeneszám producere/szerzője & előadója/karmestere Frank Zappa
- The Lumpy Money Project/Object összeállítója és producere Gail Zappa & Joe Travers
- Kísérőszöveg: David Fricke
- konceptuális & folyamatossági cuccok & szövegek: Gail Zappa
- Produkciós menedzser: Melanie Starks
- Solar Dominance: Jupiter
- A borító és a csomagolás terve, tipográfia: Michael Mesker
- FZ portré: Linda McCartney
- Maszterelés & és hangresteurációs hangmérnök az első és harmadik lemezen: John Polito
- Maszterelés, második lemez: Bernie Grundman

## Külső hivatkozások
- What's On Lumpy Gravy? – az egyes felvételek összehasonlítása az Information is Not Knowledge honlapon;
- The Lumpy Money Project/Object részletes információk az Information is Not Knowledge honlapon;
- Olvasói vélemények – a Kill Ugly Radio honlapon